# Homologie (biologie)

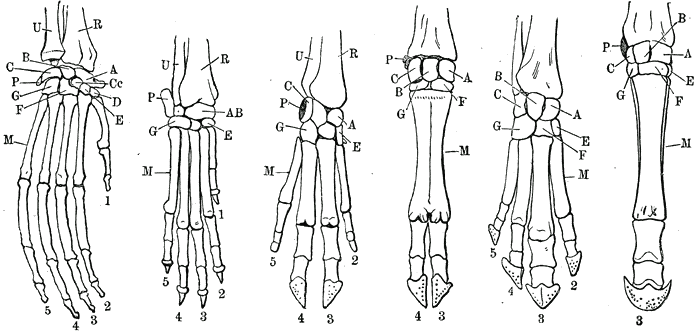
Anatomie končetiny různých savců ukazuje, jak jsou jednotlivé kosti homologické

Homologie (z řec. homologiā, souhlas; homologos, souhlasný) je v evoluční biologii označení pro znak, který dva či více druhů zdědilo od společného předka.
Podoba znaku může být vlivem divergentního vývoje u jednotlivých druhů poněkud odlišná. Homologické jsou například komorové oči všech obratlovců, nikoli však komorové oko obratlovců a hlavonožců. (To jsou naopak homoplázie, analogie či také konvergence, které vznikly nezávisle a ne ze společného předka.) Křídla odlišných skupin obratlovců (ptáků, savců, plazů) jsou po funkční stránce analogická, anatomicky jsou však příkladem homologie. Mezi křídly obratlovců a hmyzu již homologie není.
Homologie jsou zcela zásadní k sestavování fylogeneze (evolučního vývoje) organismů a je důležité je vždy odlišovat od homoplázií.
Typickým druhem homologických znaků jsou tzv. historické homologie čili ortologie, při kterých se stejný znak u několika druhů odvozuje ze společného předka. Ještě existují tzv. biologické homologie čili paralogie, při kterých existují dva homologické znaky na jednom jedinci: příkladem je hmyzí tykadlo a hmyzí noha, které se vyvinuly ze stejného základu, z končetiny členovců.
Mnohdy je obtížné až nemožné určit, zda jsou dané znaky homologické, či analogické. Takzvané Hennigovo pomocné pravidlo říká, že to dokonce není a priori možné, a tak je nutno s každou podobností předběžně pracovat, jako by to homologie byla. Obvykle se přistupuje ke kvantitativní analýze počtu jednotlivých evolučních novinek vyhodnocených tzv. maximální parsimonií – a ty znaky, které se v takové fylogenetické analýze mění společně, jsou považovány za pravděpodobně homologické.

## Homologie mezi pohlavími
Kromě mezidruhových homologií lze zkoumat také anatomické souvislosti mezi různými anatomiemi jedinců stejného druhu, ale různých pohlaví.
Zjevně podobné jsou například prsní bradavky: u samic savců jsou funkční, u samců se jeví nadbytečné. A naopak např. prostata u samců má jako svou obdobu Skeneho žlázy, nazývané též ženská prostata.